# 薩爾達傳說 眾神的三角神力與四人之劍
《薩爾達傳說 眾神的三角神力與四人之劍》，是任天堂在薩爾達傳說系列中的第9部作品，游戏类型依然为动作角色扮演。游戏2002年在北美发行，次年在日本和欧洲发行，对应Game Boy Advance平台。游戏分为两部分，除了重制超级任天堂游戏《薩爾達傳說 眾神的三角神力》外，还收录了多人联机的新游戏“四人之剑”。遊戲續作為《薩爾達傳說 四人之劍+》，故事續作為《塞尔达传说 時之笛》。

## 玩法

林克們在冒險時的情況

游戏分为“众神的三角力量”和“四人之剑”两个部分，前者为超级任天堂游戏《薩爾達傳說 眾神的三角神力》的重制版，后者为新增的多人联机的游戏。
《四人之劍》的遊玩方式是2002年当时的薩爾達傳說系列中最新穎的。玩家在收集足夠的盧比後，可以向大精靈換取通往下一關的鎖匙。

## 情节
“众神的三角力量”的情节和原版基本相同。
在“四人之剑”情节的开始，薩爾達公主和林克在四神劍的放置地中散步時，魔王Vaati突然飛出來，把薩爾達公主捉走了。妖精告訴林克他要獲得在以前一位勇者的武器——四神劍。妖精同時告訴林克會有三個分身一同協助他。在漫長的冒險中，四位林克經過了很多的困難。同時在冒險的過程中獲得了四神劍。最终，四位林克打敗了Vaati，把他封印在四神劍中，将薩爾達公主解救出來。最後把四神劍放回了神台。

## 开发
此游戏的監督是山田洋一（負責「眾神的三角神力」重製版）和原屬卡普空的藤林秀麿（負責「四人之劍」）。“眾神的三角神力”部分和《眾神的三角神力》整体相同，但游戏脚本有所修改，此外还有一些新增元素。对于對話的变更，發言人青沼英二表示，這是為了跟以前的作品更多關聯性。新增元素如通關後的隱藏迷宮，其中有四神剑和隐藏魔王。

## 评价
游戏发行后获得商业和评论成功。游戏到2007年底时，在北美售出163万套，到2009年底时，在日本售出29万套。西方网站GameRankings和Metacritic统计的平均分分别是92%和95/100，IGN为游戏打出9.7/10；日本杂志《Fami通》则打出35/40分。